# Fundacja Selgas-Fagalde
Fundacja Selgas-Fagalde (hiszp. Fundación Selgas-Fagalde) – znajdujące się w El Pito w Asturii muzeum poświęcone kolekcji sztuki zebranej przez rodzinę de Selgas, a w szczególności przez braci Ezequiela i Fortunata de Selgas y Albuerne. Muzeum mieści się w inspirowanym włoskim renesansem pałacu La Quinta de Selgas, dawnej rezydencji rodziny. Pałac otaczają zabytkowe ogrody. Fundacja zajmuje się konserwacją i rozpowszechnianiem posiadanych przez nią zbiorów.